# Stella Étoile Sportive Calais
Stella Étoile Sportive Calais – żeński klub piłki siatkowej z Francji. Swoją siedzibę ma w Coquelles. Został założony w 1929.

## Sukcesy
- Puchar Francji:
  -  1994